# Cicle de Born-Haber

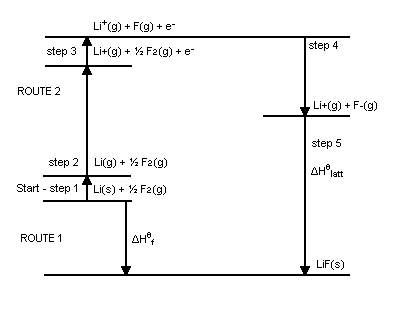
Cicle de Born-Haber-Fajans pel fluorur de liti, LiF.

El cicle de Born-Haber o cicle de Born-Fajans-Haber és un cicle termodinàmic que té la finalitat de determinar experimentalment les energies reticulars dels cristalls iònics de manera indirecta utilitzant la llei de Hess, ja que la seva determinació directa és difícil.
Aquest mètode fou proposat el 1919 per dos científics alemanys, el físic Max Born i el químic Fritz Haber, i pel físic i químic polonès Kasimir Fajans, que havien treballat de forma independent, en treballs publicats en el mateix exemplar de la mateixa revista.
L'energia reticular, Ur, és l'energia implicada en la formació d'un cristall iònic a partir dels seus ions en estat gasós i separats una distància infinita. Aquesta energia és difícil de determinar experimentalment, però Born, Fajans i Haber descobriren que es podia determinar a partir de mesures d'energies d'altres processos que sí que es podien obtenir experimentalment. Aquest cicle termodinàmic consta de dos camins diferents. El punt de partida dels dos camins són els elements químics en l'estat més estable en condicions estàndard (1 atm de pressió). El punt d'arribada és el cristall iònic. Hom seguirà l'exemple del fluorur de liti per descriure el cicle:
- Camí 1:

 Aquest camí només té una etapa. És el procés de formació del cristall iònic a partir dels elements en l'estat més estable en condicions estàndard (1 atm). L'energia implicada és l'entalpia de formació estàndard del cristall, ∆Hf0. És un procés generalment exotèrmic:
- Camí 2:

 Etapa 1: En la primera etapa l'element químic metàl·lic ha de passar a estat gasós, per la qual cosa hom ha d'aportar energia ja que s'ha de rompre l'enllaç metàl·lic que uneix els àtoms, i que correspon a un procés de sublimació, això és, el pas de sòlid a vapor. També és un procés d'atomització ja que els àtoms del metall queden lliures en estat gasós. L'energia implicada és l'entalpia de sublimació, ∆Hs.
 Etapa 2: La segona etapa consisteix en ionitzar el metall per a formar un catió, amb càrrega positiva, que sempre requereix una aportació d'energia per a tots els àtoms (procés endotèrmic). L'energia implicada en la ionització és denomina entalpia d'ionització, ∆Hi. El nombre d'electrons a retirar del metall dependrà de cada metall, habitualment un o dos, i menys habitualment valors superiors.
 Etapa 3: La següent etapa correspon a l'atomització de les molècules, habitualment diatòmiques, dels no-metalls. És l'energia de dissociació, ∆Hd, de les molècules. També és un pas que requereix aportació d'energia (endotèrmic) perquè cal trencar un enllaç covalent fort. D'aquesta energia hom n'ha d'agafar la meitat perquè en el procés es produeixen dos àtoms i només se'n necessita un.
 Etapa 4: Una vegada hom té els àtoms en estat gasós del no-metall cal ionitzar-los. La ionització del no-metall per formar un anió és un procés exotèrmic, és a dir que suposa un despreniment d'energia. L'energia implicada s'anomena afinitat electrònica, ∆He. Com que és un procés exotèrmic, l'energia ha de tenir signe negatiu.
 Etapa 5: La darrera etapa del Camí 2 correspon a la formació d'un cristall iònic a partir dels ions en estat gasós i separats una distància infinita. És el procés corresponent a la reacció química de la qual se'n vol determinar l'energia reticular. És un procés exotèrmic, que allibera energia.
Finalment hom pot fer ara un balanç d'energies, gràcies a la llei de Hess, considerant que l'energia total implicada en el Camí 1 ha de ser igual a la implicada en el Camí 2. Experimentalment es poden determinar totes les energies excepte l'energia reticular, Ur, que resta com incògnita i s'obté aïllant-la.

## Aplicacions
Si bé el cicle de Born-Fajans-Haber permet determinar l'energia reticular mitjançant altres tipus d'energies en la pràctica no s'empra per a tal fi. Generalment l'energia reticular es calcula mitjançant alguna de les fórmules teòriques (Born-Landé, Born-Mayer o Kapustinskii) i, una vegada obtinguda, s'empra el cicle per a determinar alguna de les altres magnituds. Les determinacions més habituals són:
- Determinació d'afinitats electròniques, ∆He.
- Avaluació de l'estabilitat de compostos desconeguts. En aquest cas es determina l'entalpia de formació del compost, ∆Hf0, la qual cosa dona una orientació de la seva estabilitat. A menor valor major estabilitat.[12]